# Bonaberiana cyanescens
Bonaberiana cyanescens is een vlinder uit de familie van de spinneruilen (Erebidae). De wetenschappelijke naam van de soort is voor het eerst geldig gepubliceerd in 1926 door George Francis Hampson.